# U-65 (1939)
U-65 — большая океанская немецкая подводная лодка типа IX-B времён Второй мировой войны. Заводской номер 953.
Введена в строй 16 февраля 1940 года. Входила в 2-ю флотилию до 28 апреля 1941 года. Совершила 6 боевых походов, потопила 12 судов (66 174 брт) и повредила 3 судна (22 490 брт). Потоплена 28 апреля 1941 года южнее Исландии британским корветом «Gladiolus», погибло 50 человек.
Первым командиром подводной лодки был кавалер Рыцарского креста Ганс-Геррит фон Штокхаузен.
11 декабря 1940 года U-65 стала первой немецкой лодкой, которая пересекла экватор в годы Второй мировой войны.